# Ополченочка
«Ополче́ночка» — художественный пропагандистский фильм, снятый в подконтрольной России Луганской Народной Республике. Первая картина киностудии «Лугафильм».
Фильм позиционируется как рассказывающий о войне на Донбассе.

## Сюжет
Фильм рассказывает о трёх женщинах — экипаже танка Т-64-БВ Народной милиции ЛНР.
- Анна Лобанова — учительница истории, школу которой в Луганске разбомбили ВСУ, а дочь увёз обманом в Харьков муж, поддержавший Евромайдан.
- Катя Белова — режиссёр из Санкт-Петербурга, приехавшая на восток Украины в поисках погибшего брата-добровольца, и нашедшая там свою любовь — казачьего атамана Егора. Накануне свадьбы Егор гибнет от взрыва автомашины, и Катя, пережив шок, решает вступить в Народную милицию ЛНР.
- Света — аполитичная стритрейсерша. Украинские солдаты из «националистического карательного батальона» убивают у неё на глазах её жениха за георгиевскую ленточку, найденную у него, а сама Света попадает в подвал для пыток и чудом сбегает прямо из «расстрельной ямы».

## В ролях
- Мария Перн — Катя Белова (предположительный прототип — Светлана Дрюк)
- Наталья Стародубцева — Анна Лобанова
- Наталия Колоскова — Света (позывной Сешу)
- Анатолий Фалынский — Егор Леонидович Шатохин, казачий атаман (прототип — Павел Дрёмов)
- Юрий Миронцев — Владимир Серебряный, казачий атаман, полковник[7]
- Вилен Бабичев — командир батальона ВСУ «Торнадо»
- Виталий Лясников — Фёдор, комбат Народного ополчения
- Максим Кузин — Майкл Фелпс (прототип — Грэм Филлипс)
- Ярослава Добычина — Даша
- Николай Ляховец — ополченец «Челентано»
- Дмитрий Иванов — ополченец Семён «Одесса»
- Евгений Кравцов — профессор
- Юлий Федоровский — сосед Анны
- Александр Редя — Женя, муж Анны
- Валентина Саврасова — мать Серебряного
- Михаил Голубович — камео
- Наталья Поклонская — камео[8][9]

## Производство

### Кастинг
Половина актёров фильма — из ЛНР, половина — из России или ДНР, также снимались известные жители Луганска.

### Съёмки
Съёмки проходили на территории Украины, подконтрольной ЛНР. Основные места съёмок — Луганск, Стаханов и Алчевск, также снимали в посёлках, на полигонах у бригад Народной милиции ЛНР. Съёмки начались 9 мая 2018 года на параде Победы в Луганске и были завершены 3 октября 2018 года. Основной период съёмок — с июня по октябрь 2018 года. Съёмки заняли около семидесяти рабочих смен, по нескольку сцен за смену.

### Маркетинг
Трейлер фильма вышел 3 октября 2018 года.

## Релиз
Премьерный показ состоялся 13 мая 2019 года в Донецке. 6 июня 2019 года фильм вышел в открытый прокат в самопровозглашённой Донецкой Народной Республике. 7 июня в Луганске состоялся закрытый показ фильма, а 8 июня фильм вышел в прокат в ЛНР.
После показов в Донецке и Луганске фильм был перемонтирован и к 2020 году была готова новая версия. Также закрытые показы прошли в Севастополе, Москве и Санкт-Петербурге. 11 июля 2019 года фильм получил прокатное удостоверение в России, однако в широкий прокат не вышел.

## Саундтрек
В фильм вошли песни московской рок-группы «Зверобой» на стихи Елены Заславской, поэтессы из ЛНР, а также песни российской певицы Юлии Чичериной.

## Прототип главной героини
По данным Радио Свобода, главной героиней является Светлана Дрюк, командир единственного женского танкового экипажа в ДНР. В марте 2019 года Служба безопасности Украины сообщила, что Дрюк была вывезена из ДНР в Украину в результате операции контрразведки СБУ. Украинский телеканал 1+1 сообщил, что Дрюк перешла на сторону Украины. Журналист Андрей Цаплиенко утверждает, что она вывезла из ДНР «доказательства преступлений россиян и их намерений дальнейшего вторжения на украинскую территорию».
Автор идеи фильма Роман Разум отвергает версию о том, что Дрюк является прототипом главной героини: «Предатель не может и не является прототипом героя фильма „Ополченочка“». Разум заявил, что главная героиня «Ополченочки» — собирательный образ. При этом кадры со Светланой Дрюк есть в неофициальном ролике фильма, а сама Дрюк заявляет, что Роман Разум лично приезжал к ней показывать трейлер фильма.
«Казачья медиа-группа» и продюсер фильма Владислав Плахута заявили, что реальным прототипом главной героини является Татьяна Дрёмова, вдова Павла Дрёмова (одного из лидеров сепаратистов ЛНР). Радио «Свобода» отмечает, что Дрёмова никогда не участвовала в боевых действиях и потому не могла быть прототипом командира танкового экипажа.
Пресс-служба управления Народной милиции ДНР заявила, что Дрюк не переходила на украинскую сторону, а была уволена из-за болезни, уехала для лечения в Молдову и там была похищена СБУ. Продюсер фильма Юрий Мильчинский также заявил, что Светлана Дрюк не является прототипом героини фильма, в частности, потому что Дрюк воевала в ДНР, а события фильма происходят в ЛНР.
16 декабря 2019 года Дрюк была условно осуждена по статье «создание террористической группы или террористической организации» на 5 лет с испытательным сроком 3 года. Она признала свою вину и «разоблачила незаконную деятельность более 20 кадровых российских военных».

## Реакция
Украинский негосударственный аналитический «Центр Разумкова», продюсер Илья Гладштейн и фактчекинговый проект StopFake называют фильм пропагандистским.
Четверо актёров фильма, Наталия Колоскова, Мария Перн, Юрий Миронцев и Анатолий Фалинский, были добавлены в список российских актёров, которым запрещён въезд на территорию Украины.
24 апреля 2022 года министр культуры Киргизии Азамат Жаманкулов заявил, что ведомство отозвало прокатные удостоверения и запретило показ фильмов «Донбасс. Окраина», «Ополченочка» и «Солнцепёк», которые должны были показать на фестивале «Время правды». Глава министерства объяснил, что решение принято в связи с международной ситуацией и исходя из нейтрального статуса Киргизии в вопросе войны России с Украиной.